# Vác
Vác là một thành phố thuộc hạt Pest, Hungary. Thành phố này có diện tích 61,6 km², dân số năm 2010 là 34115 người, mật độ 554 người/km².